# Clarence-Rockland
Clarence-Rockland – miasto w Kanadzie, w prowincji Ontario, w hrabstwie Prescott i Russell.
Liczba mieszkańców Clarence-Rockland wynosi 20 790. Język francuski jest językiem ojczystym dla 66,5%, angielski dla 29,3% mieszkańców (2006).